# Heart to Heart
Heart to Heart (hangul: 하트 투 하트; rr: Hateu tu Hateu) é uma telenovela sul-coreana exibida pela tvN em 2015, estrelada por Choi Kang-hee e Chun Jung-myung.

## Enredo
Cha Hong-do a tornou tão socialmente desajeitado que ela se veste como uma velha senhora quando ela sai. Ela não sabe que sua amiga Jang Doo-soo, um detetive na unidade de crimes violentos quem ficou em silêncio ao seu lado, teve uma queda por ela durante os últimos sete anos.
Em seguida, Hong-do atende Go Yi-seok, um psiquiatra egoísta que se tornou um recluso após a morte de seu irmão mais velho.

## Elenco
- Choi Kang-hee como Cha Hong-do/Oh Young-rae[1]
- Chun Jung-myung como Go Yi-seok[2][3]
- Lee Jae-yoon como Jang Doo-soo
- Ahn So-hee como Go Se-ro[4][5]
- Joo Hyun como Go Sang-gyu
- Kim Ki-bang como o detetive Yang
- Uhm Hyo-sup como Go Jae-woong
- Jin Hee-kyung como Hwang Moon-sun
- Hwang Sung-eon como Woo Yeon-woo
- Seo Yi-sook como psiquiatra Uhm Ki-choon
- Choi Moo-sung como mordomo Ahn Byung-yeol
- Kim Ae-kyung como Hwang Geum-shim
- Lee Moon-jung como curador
- Lee Bit-na como Cha Hong-do (jovem)